# Бењамин Исовић
Бењамин Исовић (9. септембар 1962) је босански кантаутор и песник. Његов покојни отац Сафет Исовић остао је упамћен као један од најутицајнијих певача севдалинки свих времена. 

## Каријера
Када је Република Српска тражила пријаве за нову регионалну химну 2008., Исовић и композитор босанске химне Душан Шестић су пријавили пријаву „Мајко земљо“ као кандидата, али на крају није изабрана. Крајем 2000-их Шестић и Исовић су написали и стихове за тадашњу и још без речи босанску химну, иако нису усвојени. 

## Дискографија

### Вокал
- Мале приче о великим љубавима (1989)
- Мале приче о Пишоњи и Жуги (2004)
- За њом плачу црне очи (1993)
- Користи сузе баксузе (1994)
- Није чудо што те волим лудо (1999)
- Остарит ћемо (2000)
- Презиме (2002)
- Због љубави (2005)
- И овако и онако (2007)
- Ми смо дивови (2009)
- Пољуби ме (2009)
- Поново се волимо (2011)

### Инструменти
- Босанска музика 16 ЦД (Босанскохерцеговачко Музичко Наслијеђе) (2010)